# Birmingham Ladywood
Circonscription parlementaire de la Chambre des communes
La circonscription de Birmingham Ladywood  est une circonscription électorale anglaise située dans la ville de Birmingham et représentée à la Chambre des communes du Parlement britannique.

## Géographie
La circonscription comprend :
- La partie ouest de la ville de Birmingham
- Les wards de Aston, Ladywood, Nechells et Soho

## Députés
Les Members of Parliament (MPs) de la circonscription sont :
| Législature         | Années        | Député       | Député              | Parti                    |
| ------------------- | ------------- | ------------ | ------------------- | ------------------------ |
| Birmingham Ladywood |               |              |                     |                          |
| 31e                 | 1918–1922     |              | Neville Chamberlain | Conservateur             |
| 32e                 | 1922–1923     |              | Neville Chamberlain | Conservateur             |
| 33e                 | 1923–1924     |              | Neville Chamberlain | Conservateur             |
| 34e                 | 1924–1929     |              | Neville Chamberlain | Conservateur             |
| 35e                 | 1929–1931     |              | Wilfrid Whiteley    | Travailliste             |
| 36e                 | 1931–1935     |              | Geoffrey Lloyd      | Conservateur             |
| 37e                 | 1935–1945     |              | Geoffrey Lloyd      | Conservateur             |
| 38e                 | 1945–1950     |              | Victor Yates        | Travailliste             |
| 39e                 | 1950–1951     |              | Victor Yates        | Travailliste             |
| 40e                 | 1951–1955     |              | Victor Yates        | Travailliste             |
| 41e                 | 1955–1959     |              | Victor Yates        | Travailliste             |
| 42e                 | 1959–1964     |              | Victor Yates        | Travailliste             |
| 43e                 | 1964–1966     |              | Victor Yates        | Travailliste             |
| 44e                 | 1966–1969     |              | Victor Yates        | Travailliste             |
| 44e                 | 1969-1970     |              | Wallace Lawler      | Libéral                  |
| 45e                 | 1970–1974     |              | Doris Fisher        | Travailliste             |
| 46e                 | 1974–1974     | Brian Walden |                     | Travailliste             |
| 47e                 | 1974–1977     | Brian Walden |                     | Travailliste             |
| 47e                 | 1977-1979     | John Sever   |                     | Travailliste             |
| 48e                 | 1979–1983     | John Sever   |                     | Travailliste             |
| 49e                 | 1983–1987     | Clare Short  |                     | Travailliste             |
| 50e                 | 1987–1992     | Clare Short  |                     | Travailliste             |
| 51e                 | 1992–1997     | Clare Short  |                     | Travailliste             |
| 52e                 | 1997–2001     | Clare Short  |                     | Travailliste             |
| 53e                 | 2001–2005     | Clare Short  |                     | Travailliste             |
| 54e                 | 2005–2006     | Clare Short  |                     | Travailliste             |
| 54e                 | 2006-2010     | Clare Short  |                     | Travailliste indépendant |
| 55e                 | 2010–2015     |              | Shabana Mahmood     | Travailliste             |
| 56e                 | 2015–2017     |              | Shabana Mahmood     | Travailliste             |
| 57e                 | 2017–2019     |              | Shabana Mahmood     | Travailliste             |
| 58e                 | 2019–2024     |              | Shabana Mahmood     | Travailliste             |
| 59e                 | 2024–en cours |              | Shabana Mahmood     | Travailliste             |

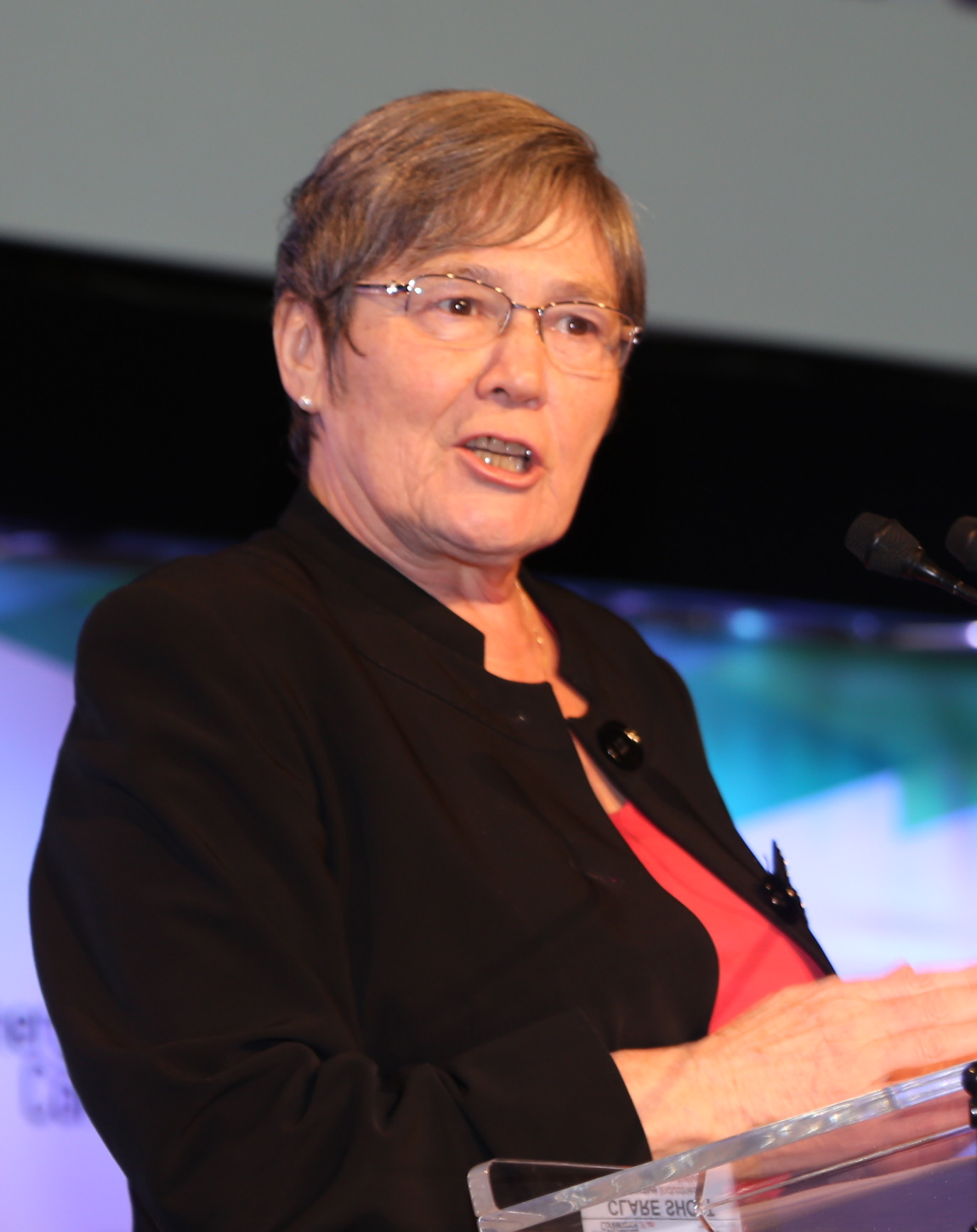
Clare Short (1983-2010)
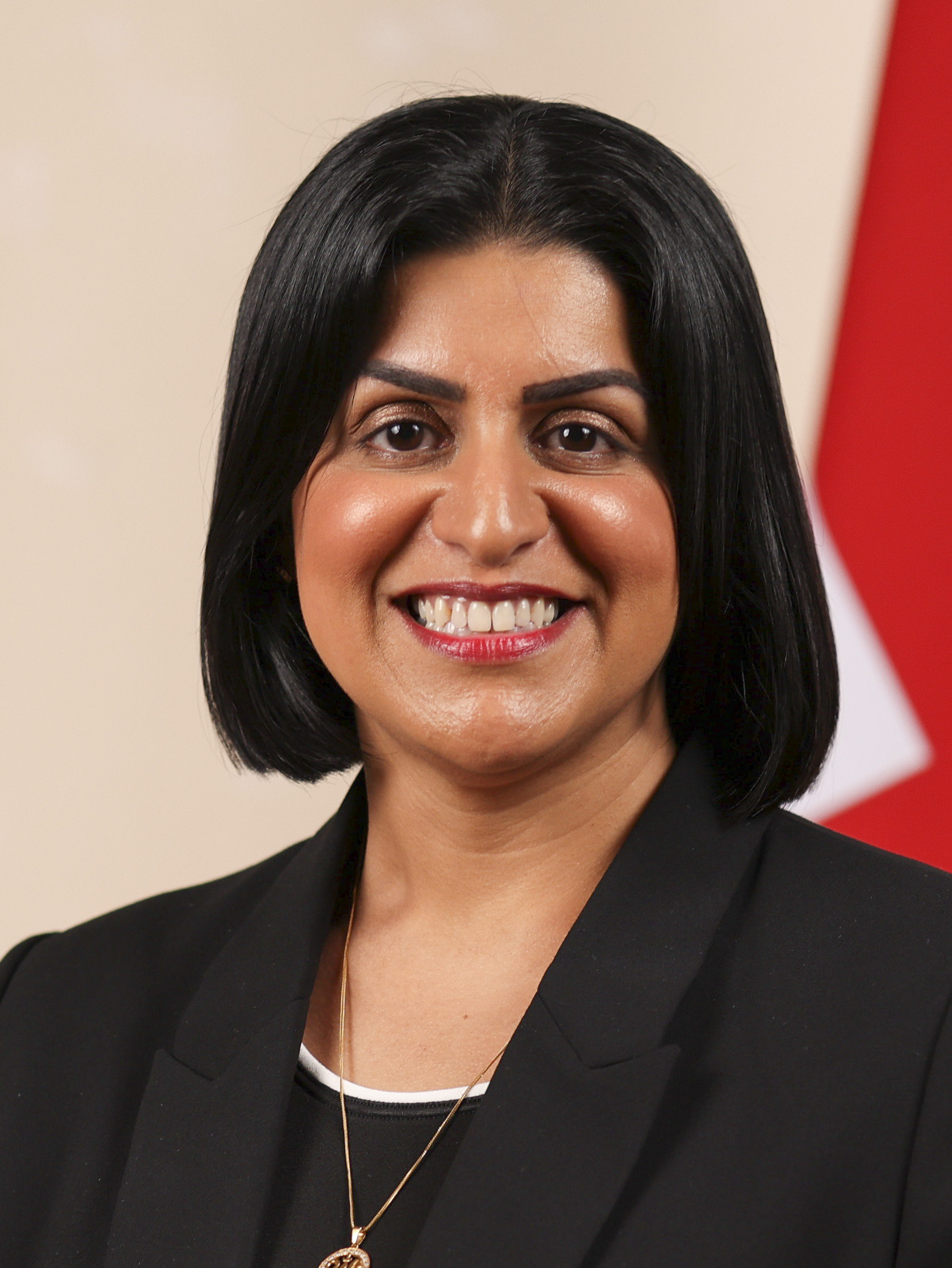
Shabana Mahmood (depuis 2010)